# Alaer 002
Alaer 002 – meteoryt kamienny należący do amfoterytów LL 5, znaleziony w styczniu 2007 roku w regionie autonomicznym  Sinciang w Chinach. Meteoryt Alaer 002 to pojedynczy okaz o masie 1,1 g i jest jednym z dziewięciu oficjalnie zatwierdzonych meteorytów w tym regionie. 